# Eremias
Eremias – rodzaj jaszczurek z rodziny jaszczurkowatych (Lacertidae).

## Zasięg występowania
Rodzaj obejmuje gatunki występujące w Eurazji.

## Systematyka

### Etymologia
Eremias: gr. ερημια erēmia „pustynia, pustkowie”.

### Podział systematyczny
Do rodzaju należą następujące gatunki:

- Eremias acutirostris (Boulenger, 1887)
- Eremias afghanistanica Böhme & Scerbak, 1991
- Eremias andersoni Darevsky & Szczerbak, 1978
- Eremias argus Peters, 1869 – stepniarka mongolska[5]
- Eremias arguta (Pallas, 1773) – stepniarka różnobarwna[6]
- Eremias aria Anderson & Leviton, 1967
- Eremias brenchleyi Günther, 1872
- Eremias buechneri Bedriaga, 1907
- Eremias cholistanica Baig & Masroor, 2006
- Eremias dzungarica Orlova, Poyarkov, Chirikova, Nazarov, Munkhbaatar, Munkhbayar & Terbish, 2017
- Eremias fahimii Mozaffari, Ahmadzadeh & Saberi-Pirooz, 2020[7]
- Eremias fasciata Blanford, 1874
- Eremias grammica (Lichtenstein, 1823) – stepniarka siatkowana[6]
- Eremias graphica Orlova, Rasegar-Pouyani, Rajabizadeh, Nabizadeh, Poyarkov, Melnikov & Nazarov, 2023
- Eremias intermedia (Strauch, 1876) – stepniarka średnia[8]
- Eremias isfahanica Rastegar-Pouyani, Hosseinian, Rafiee, Kami, Rajabizadeh & Wink, 2016
- Eremias kakari Masroor, Khisroon, Khan & Jablonski, 2020[9]
- Eremias kavirensis Mozaffari & Parham, 2007
- Eremias killasaifullahi Masroor, Khan, Nadeem, Amir, Khisroon & Jablonski, 2022
- Eremias kokshaaliensis Eremchenko & Panfilov, 1999
- Eremias kopetdaghica Szczerbak, 1972
- Eremias lalezharica Moravec, 1994
- Eremias lineolata (Nikolsky, 1897)
- Eremias montana Rastegar-Pouyani & Rastegar-Pouyani, 2001
- Eremias multiocellata Günther, 1872 – stepniarka oczkowana[5]
- Eremias nigrocellata Nikolsky, 1896
- Eremias nikolskii Bedriaga, 1905
- Eremias papenfussi Mozaffari, Ahmadzadeh & Parham, 2011
- Eremias persica Blanford, 1875
- Eremias pleskei Nikolsky, 1905
- Eremias przewalskii (Strauch, 1876)
- Eremias pseudofasciata Orlova, Rasegar-Pouyani, Rajabizadeh, Nabizadeh, Poyarkov, Melnikov & Nazarov, 2023
- Eremias quadrifrons (Strauch, 1876)
- Eremias rafiqi Masroor, Khan, Nadeem, Amir, Khisroon & Jablonski, 2022
- Eremias regeli Bedriaga, 1905
- Eremias roborowskii Bedriaga, 1912
- Eremias scripta (Strauch, 1867) – stepniarka paskowana[5]
- Eremias strauchi Kessler, 1878
- Eremias stummeri Wettstein, 1940
- Eremias suphani Basoglu & Hellmich, 1968
- Eremias szczerbaki Eremchenko, Panfilov & Zarinenko, 1992
- Eremias velox (Pallas, 1771) – stepniarka bystra[10]
- Eremias vermiculata Blanford, 1875
- Eremias yarkandensis Blanford, 1875